# Électrocinétique
Le terme électrocinétique peut désigner, soit l'ensemble des phénomènes et des lois relatifs aux charges électriques en mouvement, soit leur étude, et plus particulièrement celle du déplacement de l'électricité dans les milieux matériels, notamment les circuits électriques. L'électrocinétique s'oppose à l'électrostatique, ensemble ou étude des phénomènes et des lois relatifs aux charges immobiles.

## Principaux domaines
L'électrocinétique est une partie de l'électricité qui étudie les circuits électriques dans le cadre de l'approximation des régimes quasi stationnaires. C'est une discipline essentielle pour l'électronique et l'électrotechnique.
L'électrocinétique comprend les études :
- de la typologie des circuits ;
- des dipôles : classification, modélisation par des dipôles idéaux, association, etc. ;
- du comportement des circuits lorsqu'ils sont soumis à des tensions particulières.

L'approximation des régimes quasi stationnaires consiste à considérer l'électricité comme un fluide parfait et incompressible. La conséquence en est que l'intensité du courant qui entre à l'extrémité d'un conducteur est exactement identique à celle qui sort à l'autre extrémité.
Cela revient à considérer que dans chaque élément de volume du circuit électrique, la densité de charge stockée est constante au cours du temps :
{\displaystyle \operatorname {div} {\vec {J}}=0}
Pour cela, il faut que le produit de la dimension du circuit par la fréquence des intensités considérées soit très inférieur à la vitesse de la lumière dans le matériau (299 792 458 m/s dans le vide, un peu moins dans la matière) dont est fait le circuit. Par exemple, pour des fréquences de l'ordre de 1 MHz, la dimension du circuit doit être très inférieure à 300 m.

## Bases de l'électrocinétique
L'électrostatique étudie les forces qui s'exercent sur des charges fixes. Elle définit la tension U (exprimée en volts) et le champ électrique {\displaystyle {\vec {E}}} (en volts par mètre).
Lorsque ces charges sont libres, elles vont migrer sous l'effet de cette force, créant un courant électrique ; le flux de charge est exprimé par le vecteur densité de courant {\displaystyle {\vec {J}}} (en ampères par mètre carré), ou dans un circuit par l'intensité I (en ampères).
Ces charges mobiles peuvent être :
- des électrons ou des ions « volant » dans le vide (tube cathodique, spectrométrie de masse…)
- des ions dans une solution aqueuse ou un gel (électrolyse, pont salin,  batterie…)
- des électrons libres et des trous d'électron dans un cristal (métal, semi-conducteur…)

Ce courant peut être :
- continu : les valeurs des tensions et des intensités sont constantes (mais varient selon l'endroit considéré) ;
- alternatif : les valeurs varient en fonction du temps.

En 2012, la plupart des courants produits dans les sociétés industrielles sont des courants alternatifs. Ceux produits à partir d'une pile ou d'une batterie sont des courants continus.
Dans le cas le plus simple, l'intensité du courant est proportionnelle à la tension (loi d'Ohm) ; la constante de proportionnalité permet de définir la résistivité du matériau, et pour un objet sa résistance (en ohms). On peut ainsi étudier un certain nombre de montages simples, par exemple :
- le diviseur de tension ;
- le pont de Wheatstone.

Cependant, d'autres phénomènes interviennent, et notamment :
- réaction chimique : électrolyse, pile électrique, accumulateur, création d'une paire électron libre/trou d'électron, etc. ;
- accélération d'une masse (moteur électrique) ;
- l'accumulation de charges en un endroit (condensateur) ;
- l'électromagnétisme (auto-induction) ;
- l'émission thermoionique ;
- l'effet tunnel.

L'accumulation de charge et l'auto-induction mènent à l'étude des circuits RLC, avec en particulier la notion de filtre en courant alternatif. La création d'une paire électron/trou d'électron, l'effet thermo-ionique et l'effet tunnel jouent un rôle primordial dans les composants électroniques.